# Кама Таркан
Кама Таркан је био легендарни предак хунских владара, поменут у изворима о Алтин Оба хордама, које су биле лоциране северно од Црног мора. Кама Таркана помиње римски историчар Тацит из 1. века, у делу коме је описивао несташице, болести и војној кампањи Бан Чаоа (班超) против северног Ксионгнуа. Бан Чао је био кинески генерал и командант кинеске коњице, који је управљао западним регионом Кине (централна Азија), за време источне династије Хан. Ксионгнуа су били номади који су живели у централној Азији. Та територија је данас део Монголије.